# قلم‌ماهیان
قلم ماهی‌ها یا مداد ماهی‌ها (به انگلیسی: pencil fishes) (Lebiasinidae) خانواده ای از ماهیان آب شیرین هستند که در کاستاریکا، پاناما و آمریکای جنوبی یافت می‌شوند. آنها معمولا کوچک هستند و به عنوان ماهی‌های زینتی در آکواریوم شناخته می شوند، از جمله ماهی‌های محبوب مانند مدادماهی مختلف و تترای آب پاش.
قلم ماهی‌ها ماهی‌های کوچک و استوانه‌ای شکل هستند که بین ۲ تا ۱۸ سانتیمتر (۰٫۸ تا ۷٫۱ اینچ) رشد می‌کنند. آنها لارو حشرات به ویژه پشه ها را شکار می‌کنند. این خانواده شامل ولادوراس‌ها (جنس مدادماهیان و Piabucina ) است که بیشتر در ارتفاعات شمال آند، شیلد گویان و آمریکای مرکزی یافت می‌شود، اما گونه‌های دیگر عمدتاً ماهی‌های دشتی هستند که در حوضه رودخانه‌های اورینوکو، آمازون و پاراگوئه و در تمامی رودخانه‌های گویان‌ها زندگی می‌کنند.

## جنس
حدود 67 گونه در این سرده ها قرار دارند: 
زیرخانواده Lebiasininae - voladoras
- درهمیا (یک گونه)
- مدادماهیان (12 گونه)
- پیابوسینا (9 گونه)

زیرخانواده Pyrrhulininae، قبیله Pyrrhulinini
- Copeina (دو گونه)
- کوپلا (9 گونه)
- Pyrrhulina (17 گونه)

زیرخانواده Pyrrhulininae، قبیله Nannostomini
- نانوستوموس (17 گونه)

## لینک های خارجی
- نلسون، جوزف اس. (2006). ماهی های جهان . جان وایلی و پسران، شرکتشابک ‎۰−۴۷۱−۲۵۰۳۱−۷شابک 0-471-25031-7